# San Juan del Río (kommun), Querétaro Arteaga
San Juan del Río är en kommun i Mexiko.   Den ligger i delstaten Querétaro Arteaga, i den sydöstra delen av landet, 140 km nordväst om huvudstaden Mexico City. Arean är 800 kvadratkilometer.
Terrängen i San Juan del Río är varierad.
Följande samhällen finns i San Juan del Río:
- San Juan del Río
- La Llave
- La Estancia
- Paso de Mata
- El Cazadero
- Villas Fundadores Fraccionamiento
- El Jazmín
- Vista Hermosa
- Santa Cruz Escandón
- San Germán
- El Rodeo
- San Pablo Potrerillos
- San Javier
- Pueblo Quieto
- Lázaro Cárdenas
- Buenavista Palma de Romero
- Los Llanitos
- San Gil
- Estancia de Bordos
- Dolores Godoy
- Centro de Readaptación Social
- Cuarto Centenario
- Barranca de Cocheros
- Rosa de Castilla
- San Miguel Arcángel
- Ninguno Granja
- Perales
- La Caseta
- Santa Rita
- San Francisco
- El Rocío
- San Sebastian Loma Linda
- Insurgentes
- Familia Monroy
- Villas de San José
- Puerta del Sol
- Revolución
- Las Torres Fraccionamiento
- La Presita
- San Martín